# كرة القدم النووية
كرة القدم النووية (بالإنجليزية: Nuclear football)‏ (وتعرف أيضا باسم حقيبة الطوارئ ، الزر، الصندوق الأسود) هي حقيبة تحتوي على ملفات سرية (شفرات) تسمح لرئيس الولايات المتحدة اعطاء امر تنفيذ هجوم نووي عندما يكون بعيداً عن مراكز القيادة الثابتة مثل «غرفة العمليات في البيت الأبيض».